# Dobri Dub
Dobri Dub (cirill betűkkel Добри Дуб) település Szerbiában, a Raškai körzet Tutini községében.

## Népesség
- 1948-ban 404 lakosa volt.
- 1953-ban 471 lakosa volt.
- 1961-ben 488 lakosa volt.
- 1971-ben 589 lakosa volt.
- 1981-ben 621 lakosa volt.
- 1991-ben 485 lakosa volt.
- 2002-ben 240 lakosa volt,[1] akik mindannyian bosnyákok.[2]